# Amtsgericht Blankenburg

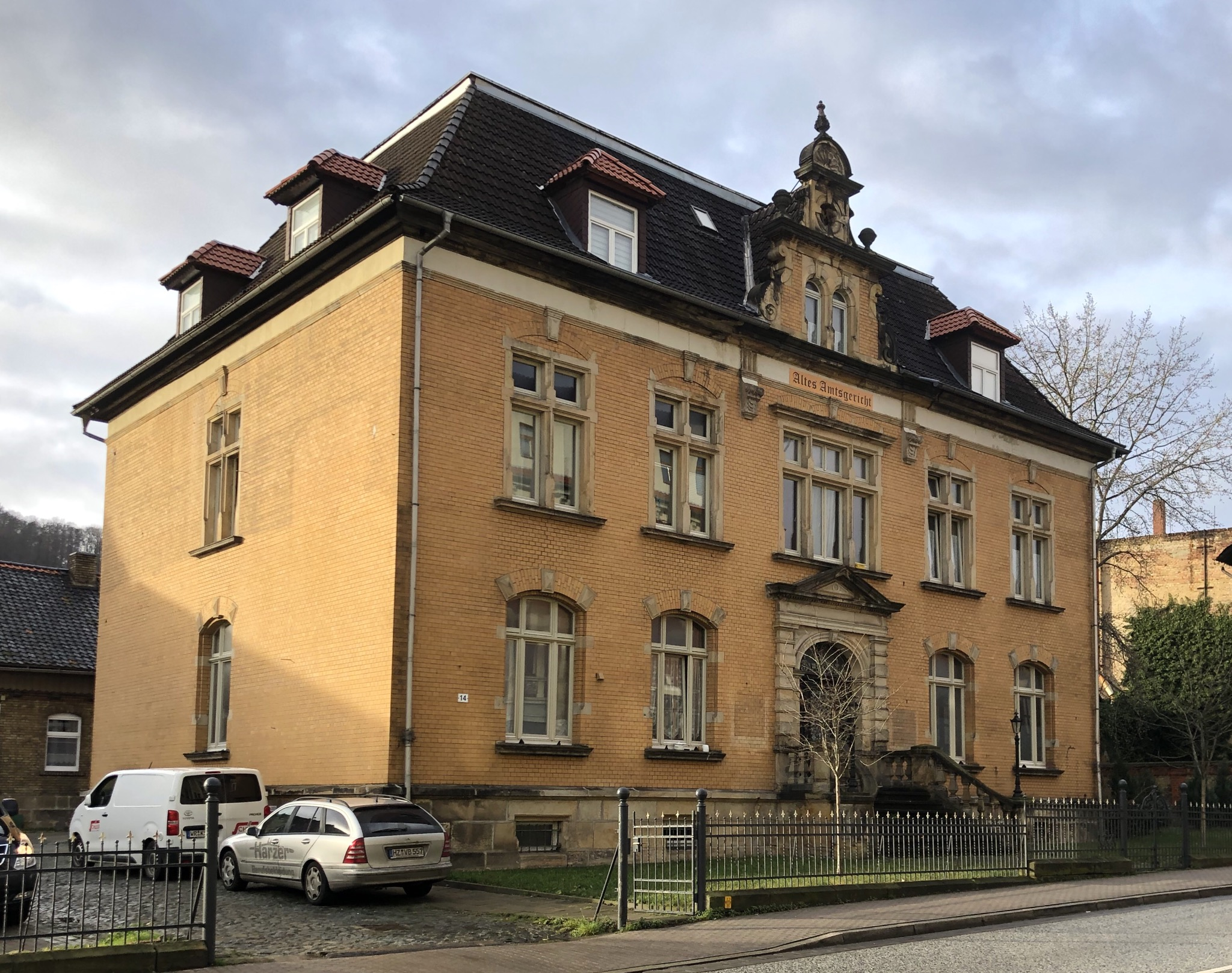
Gebäude des ehemaligen Amtsgerichts Blankenburg, 2020

Das Amtsgericht Blankenburg war ein Gericht der ordentlichen Gerichtsbarkeit im Bezirk des Landgerichts Braunschweig. Das in Blankenburg (Harz) in Sachsen-Anhalt befindliche Gerichtsgebäude steht unter Denkmalschutz.

## Lage
Das Amtsgerichtsgebäude befindet sich an der Adresse Mauerstraße 14 auf der Südseite der Mauerstraße nördlich der Blankenburger Altstadt.

## Geschichte

### Von der Märzrevolution bis zu den Reichsjustizgesetzen
Im Herzogtum Braunschweig waren die Ämter gleichzeitig Verwaltungsbehörde als auch Eingangsgericht. In Blankenburg bestand das Amt Blankenburg. Im Rahmen der Märzrevolution wurde 1848 auch die Trennung der Rechtsprechung von der Verwaltung gefordert. Diese wurde mit dem Gesetz, die Gerichtsverfassung betreffend vom 21. August 1849 umgesetzt. Die Kreise waren nun reine Verwaltungsorgane, die Gerichtsfunktion wurde zum 1. Juli 1850 speziellen Gerichten übertragen. An der Spitze stand das Obergericht Braunschweig, darunter bestand ein Kreisgericht in jedem Kreis und die Eingangsgerichte wurden als Stadt- bzw. Amtsgericht bezeichnet. Für den Landkreis Blankenburg entstand so das Kreisgericht Blankenburg und darunter das Amtsgericht Blankenburg als eines von 22 Amtsgerichten des Herzogtums. Der Sprengel des Amtsgerichts umfasste 1863 einer Stadt, einem Flecken und 13 Dörfer mit 10.363 Einwohnern.

### Ab 1879
Im Rahmen der Reichsjustizgesetze wurden reichsweit einheitlich Oberlandes-, Land- und Amtsgerichte gebildet. Im Herzogtum Braunschweig entstand so das Oberlandesgericht Braunschweig und die Landgerichte Braunschweig und Holzminden. Das Amtsgericht Blankenburg blieb bestehen und war nun eines der 16 Amtsgerichte, die dem Landgericht Braunschweig zugeordnet waren. Am Gericht bestanden 1880 zwei Richterstellen. Das Amtsgericht war damit ein größeres Amtsgericht im Landgerichtsbezirk. Es wurden 11.535 Gerichteingesessene gezählt.
Von Herbst 1945 bis Sommer 1946 war der Jurist Eduard Reimer als Oberamtsrichter am Amtsgericht tätig. 1952 wurden in der DDR die Gerichte neu organisiert und Kreisgerichte eingeführt. 1955 wurde das Kreisgericht Blankenburg jedoch aufgelöst.
Heute gehört der Bereich zum Gerichtsbezirk des Amtsgerichts Wernigerode. Die archivierten Aktenbestände des Amtsgerichts Blankenburg umfassen 63,9 Meter und befinden sich im Landesarchiv Sachsen-Anhalt in Dessau.
Im örtlichen Denkmalverzeichnis ist das Gerichtsgebäude unter der Erfassungsnummer 094 01773 als Baudenkmal verzeichnet.